# Arthur Vollstedt
Arthur Vollstedt (* 21. Januar 1892 in Hamburg; † 15. November 1969 in Köln) war ein deutscher Eisschnellläufer.

## Werdegang
Mit Arthur Vollstedt nahm, nach 28 Jahren Abstinenz, wieder ein deutscher Eisschnellläufer an der Eisschnelllauf-Mehrkampfweltmeisterschaft 1925 in Leningrad teil. Ein Jahr später konnte der Hamburger in Titisee-Neustadt mit einer Zeit von 5:43,00 min einen neuen Landesrekord über 3000 Meter aufstellen. Bei den Olympischen Winterspielen 1928 trat Vollstedt für die deutsche Delegation über 1500 m (23. Rang) und 5000 m (28. Rang) an.
Vollstedt trat zum 1. Mai 1933 der NSDAP bei (Mitgliedsnummer 1.866.522).  Nach seiner Karriere war er bei den Olympischen Winterspielen 1936 in Garmisch-Partenkirchen für das neuerrichtete Olympia-Eissport-Zentrum zuständig. Ab 1947 war er als Trainer beim Kölner Eisklub tätig.
Während des Ersten Weltkriegs diente er als U-Boot-Fahrer.

## Persönliche Bestzeiten
| Disziplin | Zeit        | Jahr |
| --------- | ----------- | ---- |
| 500 m     | 51,0 s      | 1925 |
| 1000 m    | 1:49,3 min  | 1926 |
| 1500 m    | 2:37,0 min  | 1928 |
| 5000 m    | 9:21,4 min  | 1928 |
| 10.000 m  | 18:59,4 min | 1928 |